# 2036
Năm 2036  (số La Mã: MMXXXVI). Trong lịch Gregory, nó sẽ là năm thứ 2036 của Công nguyên hay của Anno Domini; năm thứ 36 của thiên niên kỷ 3 và của thế kỷ 21; và năm thứ bảy của thập niên 2030.